# Ojo Seco
Ojo Seco är en ort i Mexiko.   Den ligger i kommunen Genaro Codina och delstaten Zacatecas, i den centrala delen av landet, 500 km nordväst om huvudstaden Mexico City. Ojo Seco ligger 2 288 meter över havet och antalet invånare är 127.
Terrängen runt Ojo Seco är platt åt nordväst, men åt sydost är den kuperad. Runt Ojo Seco är det ganska glesbefolkat, med 40 invånare per kvadratkilometer. Närmaste större samhälle är Guadalupe, 19,4 km norr om Ojo Seco. Omgivningarna runt Ojo Seco är i huvudsak ett öppet busklandskap.